# 竹下恭平
竹下 恭平（たけした きょうへい、1989年7月22日 - ）は、千葉県出身の俳優。血液型はA型。所属事務所は、ジールアソシエイツ。日本芸術高等学園卒業。日本大学芸術学部映画学科演技コース卒業。

## 出演

### テレビドラマ
- さよなら、小津先生スペシャル（2004年） - 恭一郎役
- 3年B組金八先生（TBS） - 江口哲史役
  - 第7シリーズ（2004年10月15日 - 2005年3月25日）
  - スペシャル11「未来へつなげ 3B友情のタスキ〜たった一人の卒業式…3Bの絆は再び迫る薬物依存の魔の手から仲間を救い出せるのか!?」（2005年12月30日）
  - 3年B組金八先生ファイナル〜「最後の贈る言葉」（2011年3月27日）
- ドラマ30「ママ!アイラブユー」（2005年11月 - 2006年1月、CBC） - 立花ヒロム役

### 映画
- UDON（2006年、監督：本広克行） - うどん部副部長　稲庭充役

### CM
- キリンビバレッジ「くちどけ生茶」（2003年） - 松嶋菜々子と共演
- 大塚製薬「オロナインH軟膏」（2003年）-椎名令恵・大沢あかねと共演

## 受賞
- 2003 43nd ACC CM FESTAVAL  演技賞（キリンビバレッジ「くちどけ生茶」・ 大塚製薬「オロナインH軟膏」）